# Peter Savaryn
Peter Savaryn (ukr. Петро Саварин – Petro Sawaryn, ur. 17 września 1926 w Zubrzcu k. Buczacza, zm. 6 kwietnia 2017 w Edmonton) – kanadyjski prawnik, ukraiński działacz społeczny, polityczny oraz oświatowy, kanclerz University of Alberta w latach 1982–1986. Savaryn był żołnierzem ukraińskiej formacji kolaboracyjnej SS Galizien (Hałyczyna), odpowiedzialnej za szereg zbrodni popełnionych na Polakach i Żydach podczas 2 Wojny Światowej.  W 1987 Savaryn został odznaczony Orderem Kanady. W 2023 roku Gubernator Alberty w imieniu Karola III, wyraził ubolewanie z powodu uhonorowania Savaryna najwyższych cywilnym odznaczeniem kraju. 
W latach 1983–1988 był przewodniczącym Światowego Kongresu Ukraińców.